# U-Bahnhof Tierpark

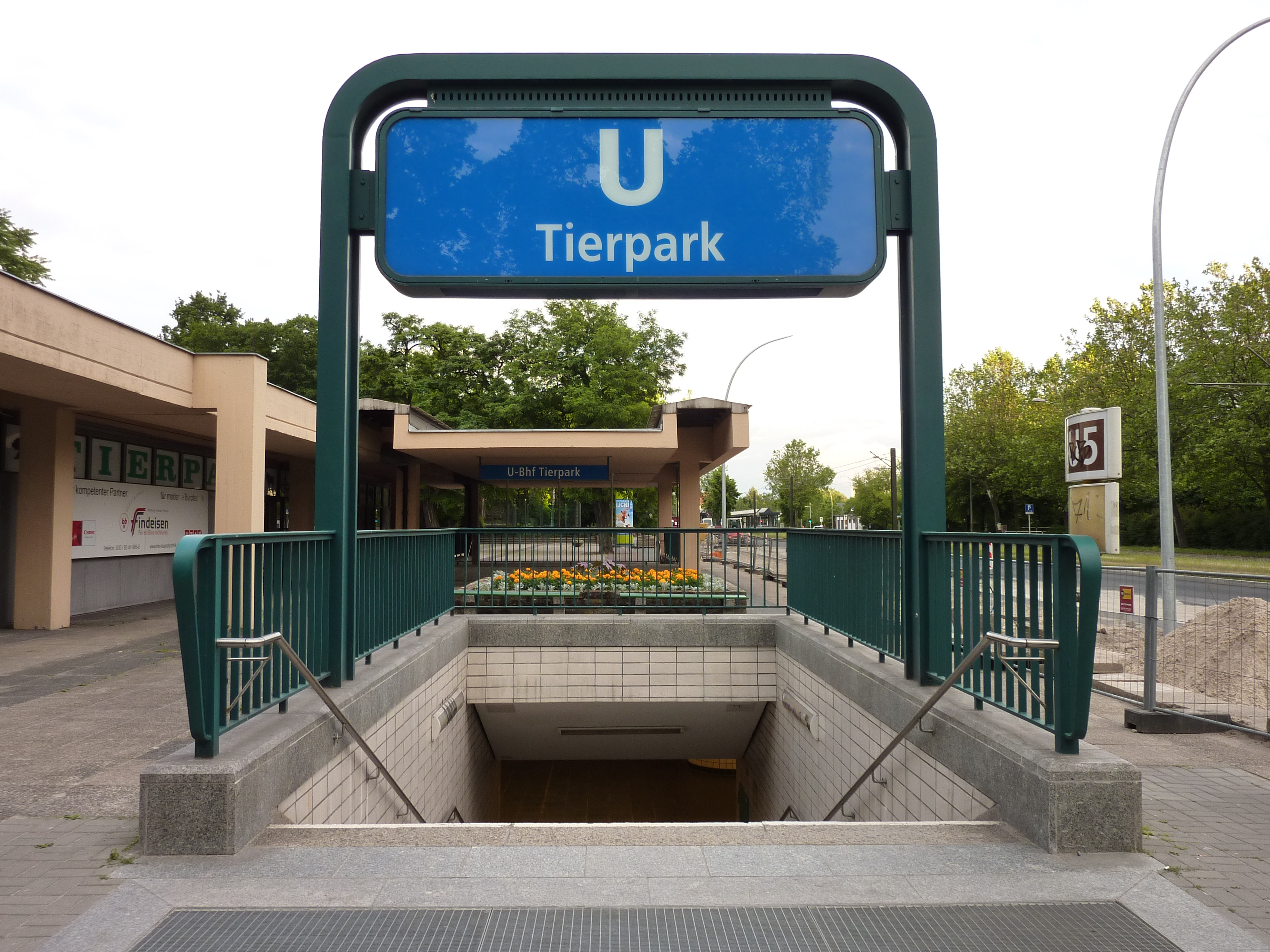
Bahnhofseingang in der Straße Am Tierpark

Der U-Bahnhof Tierpark ist eine Station der Berliner U-Bahn-Linie U5 im Ortsteil Friedrichsfelde. Er befindet sich unter der Straße Am Tierpark direkt vor dem Eingang des Tierparks und ist der einzige in der DDR erbaute unterirdische U-Bahnhof. Bei der BVG wird er unter dem Kürzel Tk geführt. Zusammen mit acht weiteren Bahnhöfen der Linie U5 wurde der Bahnhof Tierpark im November 2023 unter Denkmalschutz gestellt.

## Geschichte

### Planung und Bau

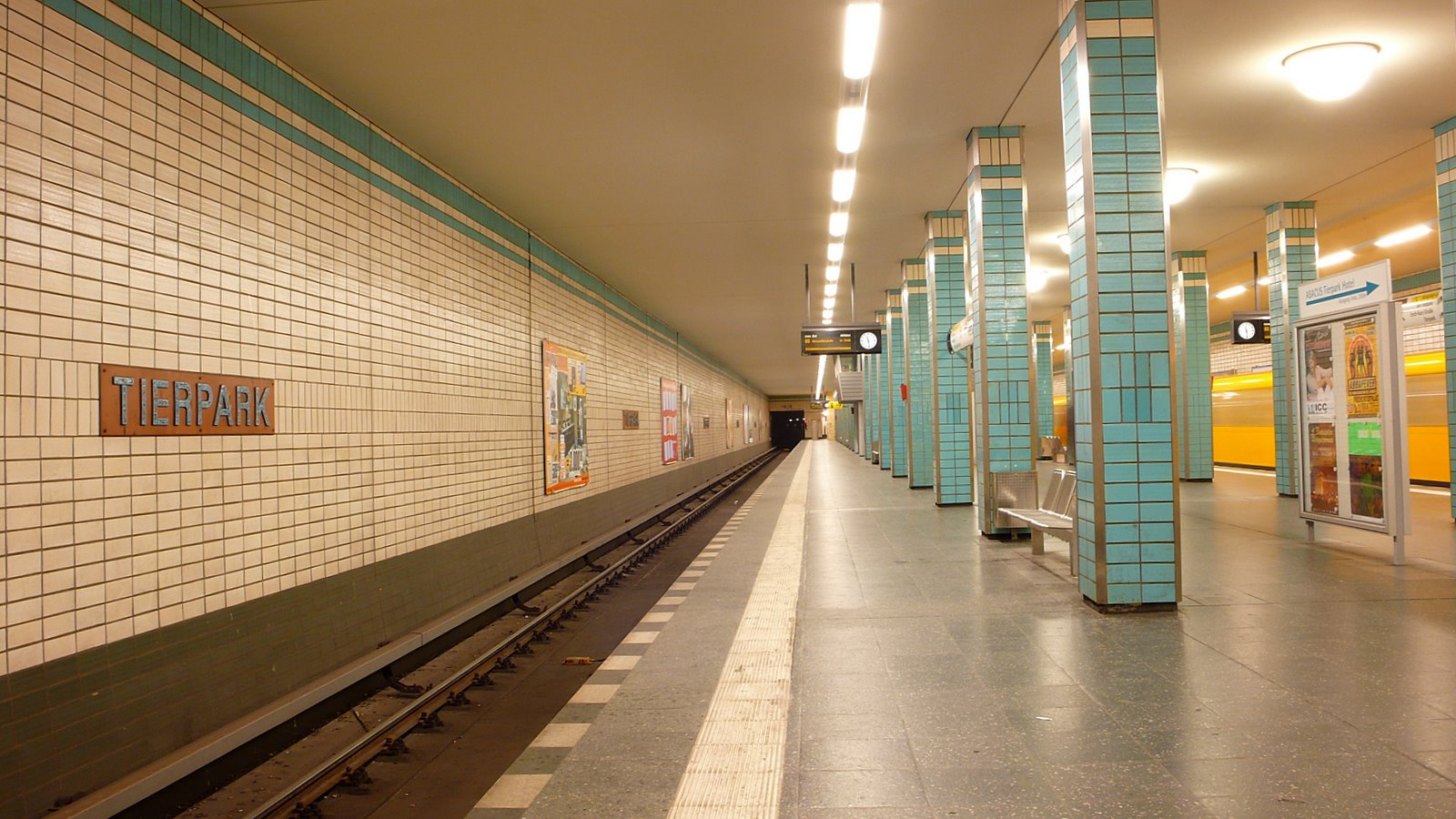
Bahnsteig des U-Bahnhofs Tierpark

Kurz nach Eröffnung des Tierparks im Jahr 1955 bemühte sich der damalige Direktor Heinrich Dathe um einen Schnellbahn-Anschluss, um den Besuchern lange Wege zu ersparen. Bereits ein Jahr später wurde dazu eine oberirdische Fortführung der Linie E (heute: U5) vom U-Bahnhof Friedrichsfelde ausgehend über das Gelände der Betriebswerkstatt Friedrichsfelde bis zur Treskowallee (heute: Am Tierpark) projektiert, wo sich parallel zu dieser etwa auf Höhe des Friedrichsfelder Schlosses der zweigleisige Endbahnhof befinden sollte. Obwohl diese Lösung wesentlich kostengünstiger als eine unterirdische Fortführung gewesen wäre, wurde die Planung verworfen, da eine weitere Fortführung nach Karlshorst ohnehin eine unterirdische Strecke notwendig machte und der Vorschlag als zu einfach angesehen wurde. Daher wurde zunächst der Friedrichsfelder U-Bahnhof mit dem Zusatz Tierpark versehen.
Zum Ende der 1960er Jahre wurde die Planung wieder aufgegriffen. Ausschlaggebend war diesmal allerdings nicht der Anschluss des Tierparks an das U-Bahn-Netz, sondern die bevorstehende Einstellung der Straßenbahn-Strecke durch die Straße der Befreiung (heute: Alt-Friedrichsfelde, Teil der – auf gemeinsamer Trasse verlaufenden – Bundesstraßen B 1 und B 5). Diese führte vom Bahnhof Lichtenberg, ausgehend bis zum Tierpark, und hätte bei Wegfall eine Lücke im Netz hinterlassen. Die Aufgabe der U-Bahn, die ebenfalls in Lichtenberg hielt, war es, diese Lücke zu schließen.
Obwohl die Zustimmung diesmal vorhanden war, wurde vorerst kein offizieller Beschluss zum Weiterbau der Linie gefasst. Da der mit dem Bau beauftragte VEB Tiefbau mit seinen Kapazitäten nicht ausgelastet war, fand dennoch am 19. September 1969 unter Anwesenheit der Direktoren der Berliner Verkehrsbetriebe ein erster „heimlicher“ Rammschlag statt. Als Ort wurde bewusst der Platz des späteren U-Bahnhofs gewählt, da so ein Baustopp am wenigsten zu erwarten gewesen wäre.
Nach fast vierjähriger Bauzeit wurde der Bahnhof am 25. Juni 1973 eröffnet. Die rund 1,2 Kilometer lange Neubaustrecke verläuft ausschließlich unterirdisch und schwenkt kurz vor dem Endbahnhof nach Süden, wo sie parallel zur Straße Am Tierpark verläuft. Vor dem neuen Haupteingang des Tierparks befindet sich schließlich der Bahnhof.

### 1973 bis 1989
Dieser wurde, angelehnt an die vorherigen Bahnhöfe der Linie E, ebenfalls in anderthalbfacher Tieflage angelegt. Er verfügt an beiden Bahnsteigen über mehrere Ausgänge, die zum Tierpark, dem neu gebauten Hans-Loch-Viertel und direkt zur Straßenbahn führen. Da bereits beim Bau ein weiterer Bahnsteig für eine Linie Marzahn – Oberschöneweide unterhalb berücksichtigt wurde, fiel der Bahnsteig mit zwölf Metern Breite geringfügig größer aus als andere. Gestützt wird die Station von einer doppelten, grün gefliesten Pfeilerreihe. Die Wände sind im Fugenschnitt gefliest und cremefarben gehalten. Der Boden wurde dunkel gefliest. 
Die künstlerische Gesamtleitung des Baus hatte Werner Laux. Für den Durchgang zum Tierpark fertigte Dagmar Glaser-Lauermann ein etwa 20 Quadratmeter großes Wandmosaik mit Tier- und Pflanzenmotiven mit dem Namen Tierwelt.
Der etwa fünf Meter breite Raum zwischen den Stützen wurde völlig von Bahnhofsaufbauten befreit, Fahrkartenautomaten oder Bänke befinden sich deshalb meist zwischen den Pfeilern längs zur Fahrtrichtung. Das Dienstgebäude für das Aufsichtspersonal wurde etwa drei Meter über dem Boden angelegt. Ziel war, die Sicherheit auf dem Bahnsteig zu erhöhen, vor allem für Kindergruppen, die so leichter überschaubar waren.

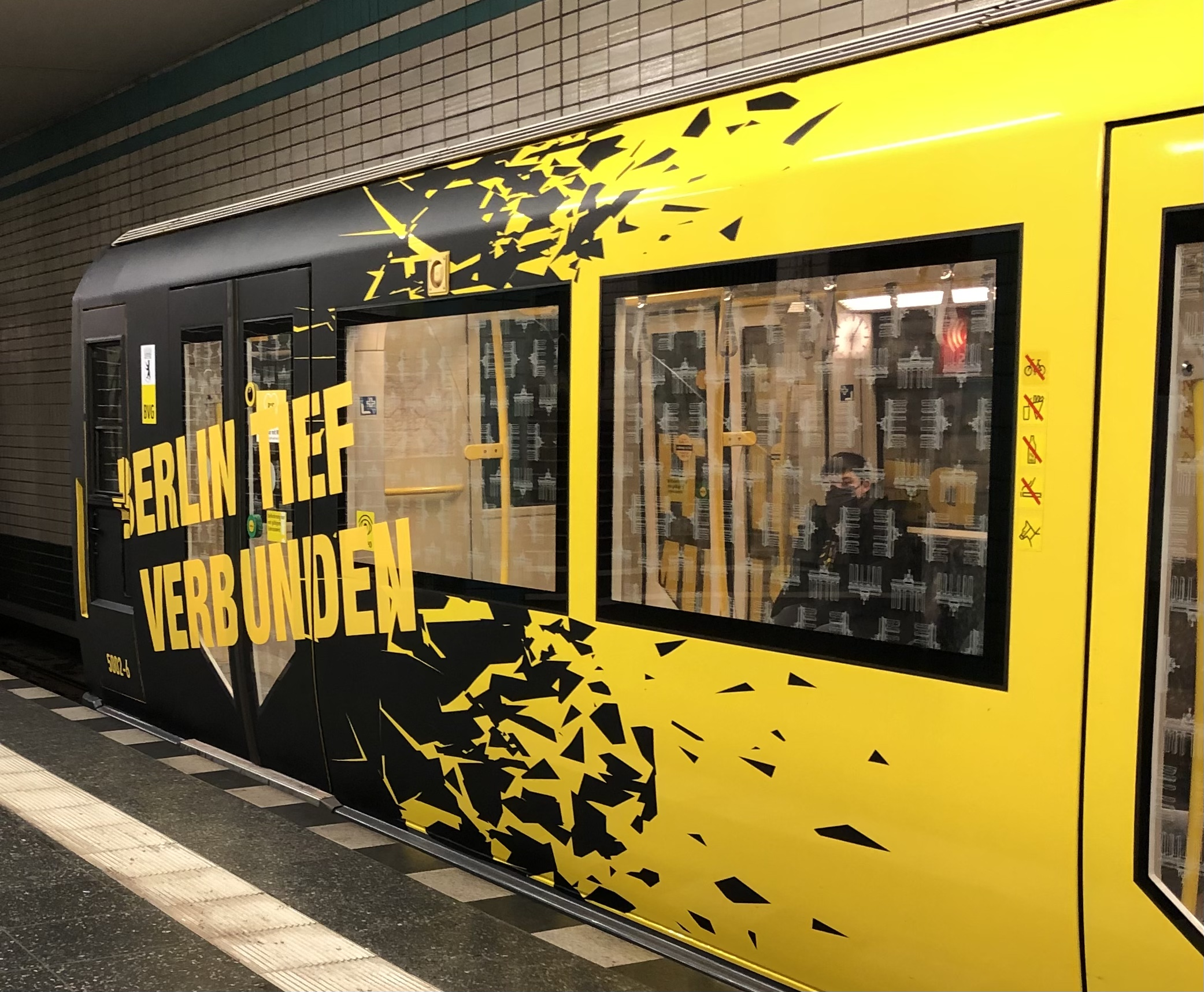
U-Bahn Typ H mit Sonderbeklebung zur Eröffnung der Verlängerung der Linie U5 bis zum Hauptbahnhof am 4. Dezember 2020

Hinter dem Bahnhof befanden sich eine dreigleisige Kehranlage sowie ein doppelter Gleiswechsel vor dem Bahnhof. Da die Linie in den 1980er Jahren entgegen den ursprünglichen Planungen nicht nach Karlshorst, sondern entlang der ehemaligen VnK-Strecke nach Hellersdorf geführt werden sollte, mussten die Anlagen schließlich entsprechend umgebaut werden. Die neue Strecke nutzt zunächst die Gleise der Kehranlage, schwenkt dann in einer engen Linkskurve parallel zur VnK-Strecke und taucht dann auf. Die Kehrgleise wurden so umgestaltet, dass sie nur noch von Friedrichsfelde aus zu erreichen sind. Der Gleiswechsel vor dem Bahnhof wurde auf ein Gleis zurückgebaut, sodass die aus der Kehranlage kommenden Züge in Richtung Friedrichsfelde anschließend wieder auf das „richtige“ Gleis schwenken können.
Seit der Verlängerung der Strecke am 1. Juli 1988 über den Bahnhof Tierpark hinaus wird die Kehranlage des Bahnhofs lediglich bei Bauarbeiten oder Sonderfahrten genutzt.

### Seit 1990
Im Dezember 2008 wurde ein Aufzug in Betrieb genommen werden, der den Umstieg zur oberirdischen Nord-Süd-Tangente der Straßenbahn erleichtert. Die Baukosten beliefen sich auf 425.000 Euro.
Das Bahnhofs-Ensemble wurde im November 2023 unter Denkmalschutz gestellt – mit Bahnsteighalle, Verteilerhallen, Gängen und Aufgängen, dem Eingangspavillon Südwest und der Stele am nordwestlichen Eingang.

## Anbindung
Am U-Bahnhof bestehen Umsteigemöglichkeiten von der Linie U5 zu den Straßenbahnlinien M17, 27 und 37 sowie zur Omnibuslinie 296 der BVG.
| Linie | Verlauf |
| ----- | --- |
|       | Hauptbahnhof – Bundestag – Brandenburger Tor – Unter den Linden – Museumsinsel – Rotes Rathaus – Alexanderplatz – Schillingstraße – Strausberger Platz – Weberwiese – Frankfurter Tor – Samariterstraße – Frankfurter Allee – Magdalenenstraße – Lichtenberg – Friedrichsfelde – Tierpark – Biesdorf-Süd – Elsterwerdaer Platz – Wuhletal – Kaulsdorf-Nord – Kienberg (Gärten der Welt) – Cottbusser Platz – Hellersdorf – Louis-Lewin-Straße – Hönow |

## Sonstiges
Das Musikvideo zu Paul van Dyks We are alive wurde größtenteils im U-Bahnhof Tierpark und in den dazugehörigen Zuführungen und Unterführungen gedreht.